# Aeroflot-Flug 964
Aeroflot-Flug 964 war ein Linienflug von Kutaissi nach Moskau, der am 13. Oktober 1973 mit dem Absturz einer Tupolew Tu-104 endete.

## Verlauf
Die um 18:10 Uhr vom Flughafen Kopitnari gestartete Tu-104 sollte während des Landeanflugs gegen 20:16 Uhr in einer Höhe von 400 Metern eine Rechtskurve fliegen. Die Piloten neigten das Flugzeug um 40° nach rechts. Kurz darauf neigte sich die Maschine 75° nach links, stürzte in einer Spirale auf den Boden und explodierte. Die Trümmer der Tu-104 beschädigten eine Stromleitung, was zu einem Stromausfall in mehreren Dörfern führte. Alle 122 Personen, darunter acht blinde Passagiere, starben. Es ist das schwerste Flugunfall mit Beteiligung einer Tu-104.

## Unfallursache
Als Grund für den Absturz ermittelte man den Ausfall des Künstlichen Horizonts und des Kurskreisels aufgrund eines Stromausfalls im System beider Geräte. Weil es schon dunkel und wolkig war, verloren die Piloten die Orientierung und stürzten ab. 

## Ähnliche Unfälle
Nur 13 Tage zuvor stürzte eine Tu-104B auf dem Aeroflot-Flug 3932 kurz nach dem Start vom Flughafen Jekaterinburg ab. Alle 108 Insassen starben.